# Boxted (Suffolk)
Pour les articles homonymes, voir Boxted.
Boxted est une localité d'Angleterre, au Royaume-Uni, située dans le district de Babergh, comté du Suffolk.